# Tristemma camerunense
Espèce
Tristemma camerunense Jacq.-Fél.  est une espèce de plantes à fleurs de la famille des Melastomataceae et du genre Tristemma. C'est un buisson endémique du Cameroun.

## Description
Ce buisson, décrit au Cameroun, atteint une hauteur de 1 mètre environ et est caractérisé par ses jeunes branches à quatre angles. Il se développe dans les vieilles forêts secondaires.

## Distribution
Le spécimen-type a été observé le 14 février 1963 par Jean et Aline Raynal à Nkoemvone, à 12 km au sud d'Ebolowa, en forêt, sur la rive droite de la Seing.